# Levi Brandl
Levi Pierre Brandl (* 10. Juli 2008) ist ein deutscher Nachwuchsschauspieler, der 2023 in der Hauptrolle des jungen Detektivs Bob Andrews im Kinderfilm Die drei ??? – Erbe des Drachen sein Schauspieldebüt gab.

## Leben und Karriere
Levi Brandl ist der Sohn der Schauspieler Markus Brandl und Nathalie Schott. Brandl erlangte im Jahr 2021 durch seine Rolle als Bob Andrews in der auf der Jugendbuchreihe Die drei ??? basierenden Verfilmung große Aufmerksamkeit. Der Film mit dem Titel Die drei ??? – Erbe des Drachen kam Anfang 2023 in die Kinos.
In dem Film spielt er den jungen Detektiv Bob Andrews, der gemeinsam mit seinen Freunden Justus Jonas und Peter Shaw mysteriöse Vorfälle aufklärt. Brandls schauspielerische Leistung wurde von Kritikern gelobt, die ihm eine vielversprechende Zukunft als Schauspieler attestierten.

## Filmografie
- 2023: Die drei ??? – Erbe des Drachen
- 2023: Bloody Secrets[4]
- 2025: Die drei ??? und der Karpatenhund
- 2026: Die drei ??? - Toteninsel